# Російська окупація Сумської області
Російська окупація Сумської області — це військова окупація, яка почалася 24 лютого 2022 року, коли російські війська вторглися в Україну та почали захоплення частини Сумської області. Обласний центр області не був захоплений російськими військами, проте були захоплені інші міста, зокрема Конотоп і Тростянець. 6 квітня російські війська повністю залишили область, припинивши військову окупацію в області.
У 2025 році, російська армія розпочала новий наступ у Сумській області.

## Окупація

### Конотоп
25 лютого російські війська захопили місто Конотоп.
2 березня міський голова Конотопа Артем Семініхін заявив, що російські війська в місті попередили його, що вони обстріляють місто, якщо жителі чинитимуть їм опір. Російську техніку, розгорнуту біля міськради, оточили місцеві жителі. Семеніхін запитав у жителів міста, чи хочуть вони воювати, чи здатися, після чого жителі «в переважній більшості» відмовилися здаватися.
Пізніше того ж дня міська влада почала переговори з російськими силами, переговори тривали 12 хвилин. Була досягнута домовленість, згідно з якою російські війська погодилися не змінювати міську владу, не вводити в місто війська, не перешкоджати транспорту та не знімати український прапор. Своєю чергою, міська влада погодилася, що жителі не будуть нападати на російські війська. Під час звільнення Конотопа Силами оборони України через місяць ліквідували «коменданта» окупаційних сил на Конотопщині, який, згідно з матеріалами прокуратури, особисто керував катуваннями місцевих жителів.
7 березня український Генштаб оцінив, що російські війська в Конотопі зазнали 50-відсоткових втрат і змушені були перегрупуватися та поповнити запаси.
15 березня українські та російські війська домовилися відкрити гуманітарний коридор для евакуації громадян з Конотопа.
28 березня російські війська зруйнували міст у Конотопі.
2 квітня повідомлялося, що російська армія утримувала коридор у Конотопському районі, через який можна було вивести техніку з Києва та Чернігова до Росії.
3 квітня народний депутат України Олександр Качура заявив у Twitter, що всі російські війська залишили Конотопський район. 4 квітня 2022 року голову Сумської ВДА Дмитро Живицький заявив, що російські війська більше не окупували жодного міста чи села в Сумській області та здебільшого відступили, а українські війська працювали над витісненням решти підрозділів.
5 квітня голова ОДА Живицький заявив, що в Конотопському районі знайдено тіла щонайменше трьох закатованих мирних жителів.

### Тростянець
1 березня російські війська захопили місто Тростянець і почали військову окупацію міста.
Військова окупація 
Російський військовий штаб був створений на головному залізничному вокзалі міста. У середині березня частина російських військ була замінена на підтримувані Росією сепаратистські сили.
Близько 800 російських військ окупували місто. Під час окупації українські поліцейські залишалися в місті інкогніто, підтримуючи як місцевих мирних жителів, так і партизанські сили, які діяли в цьому районі. Українські війська зруйнували міст на південь від міста, зупинивши просування росіян глибше в Україну. Міський голова Юрій Бова переховувався в довколишніх селах, отримавши певну критику за своє рішення не залишатися в місті, але продовжував координувати опір українців, зокрема обстріл російських позицій. Повідомлення про розстріли мирних жителів російськими військами почалися на початку березня.
Контрнаступ
Контрнаступальні дії ЗСУ , які розпочалися 23 березня, призвели до звільнення міста 26 березня. Під час бойових дій російські війська обстріляли міську лікарню. Після боїв і обстрілів на околицях міста, окупанти здебільшого відступили за ніч до прибуття українських сил. У звіті AFP зафіксовано «десяток» знищених або пошкоджених танків і бронетехніки. The New York Times повідомила, що до моменту повернення міста Україною їжі стало мало.

## Окуповані в 2025
Ще в квітні-травні були окуповані Басівка, Журавка, Новеньке та Веселівка (Сумського району),
і станом на 1 червня 2025 року Росія контролювала понад 120 км² Сумської області. Окрім того, російська армія продовжила атакувати, поступово розширюючи територію для заходу своїх військ..
У ніч проти 1 червня аналітичний проєкт DeepState повідомив про окупацію села Володимирівка Сумської області
4 червня стало відомо про окупацію сіл Андріївка та Водолаги 
Станом на 9 червня окуповано 200 км² області.
20 червня повідомлялося про зниження активності штурмових підрозділів ворога.
22 червня було повідомлено про звільнення Андріївки 225-м штурмовим полком 